# Pierrefitte-en-Auge
Pierrefitte-en-Auge je francouzská obec v departementu Calvados v regionu Normandie. Žije zde 154 obyvatel.

## Geografie

### Sousední obce
| Růžice kompasu |             | Pont-l'Évêque       |                      | Růžice kompasu |
| Růžice kompasu | Saint-Hymer | Sever               | Manneville-la-Pipard | Růžice kompasu |
| Růžice kompasu | Saint-Hymer | Pierrefitte-en-Auge | Manneville-la-Pipard | Růžice kompasu |
| Růžice kompasu | Saint-Hymer | Jih                 | Manneville-la-Pipard | Růžice kompasu |
| Růžice kompasu |             | Le Breuil-en-Auge   | Fierville-les-Parcs  | Růžice kompasu |